# Saduküla
Saduküla är en ort i Estland. Den ligger i Puurmani kommun och landskapet Jõgevamaa, i den centrala delen av landet, 120 km sydost om huvudstaden Tallinn. Saduküla ligger 64 meter över havet och antalet invånare är 241.
Terrängen runt Saduküla är platt, och sluttar söderut. Runt Saduküla är det mycket glesbefolkat, med 6 invånare per kvadratkilometer. Närmaste större samhälle är Jõgeva, 10,4 km nordost om Saduküla. I omgivningarna runt Saduküla växer i huvudsak blandskog.